# Alegorie

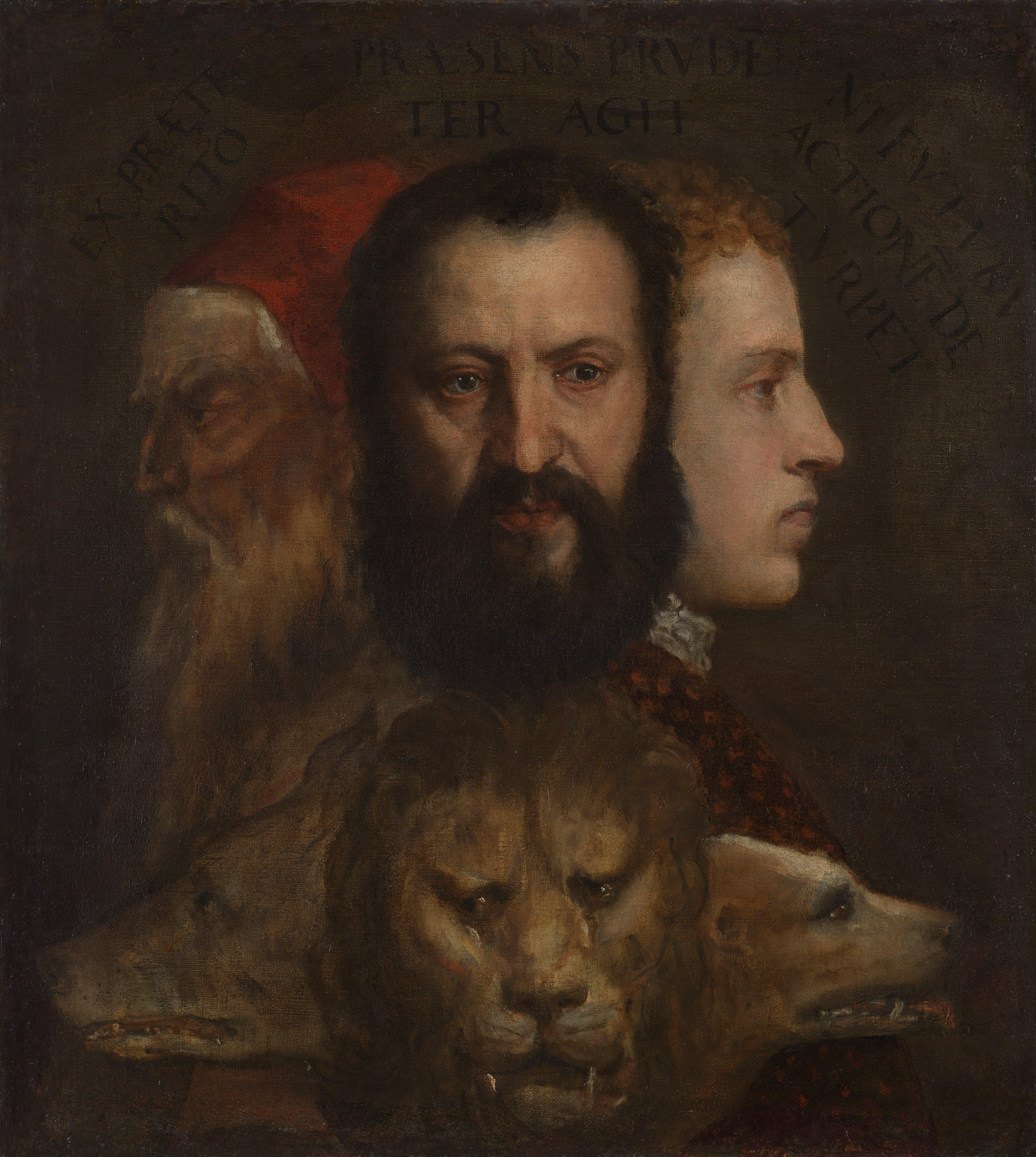
Tizian: Alegorie času (též Trojí věk člověka)

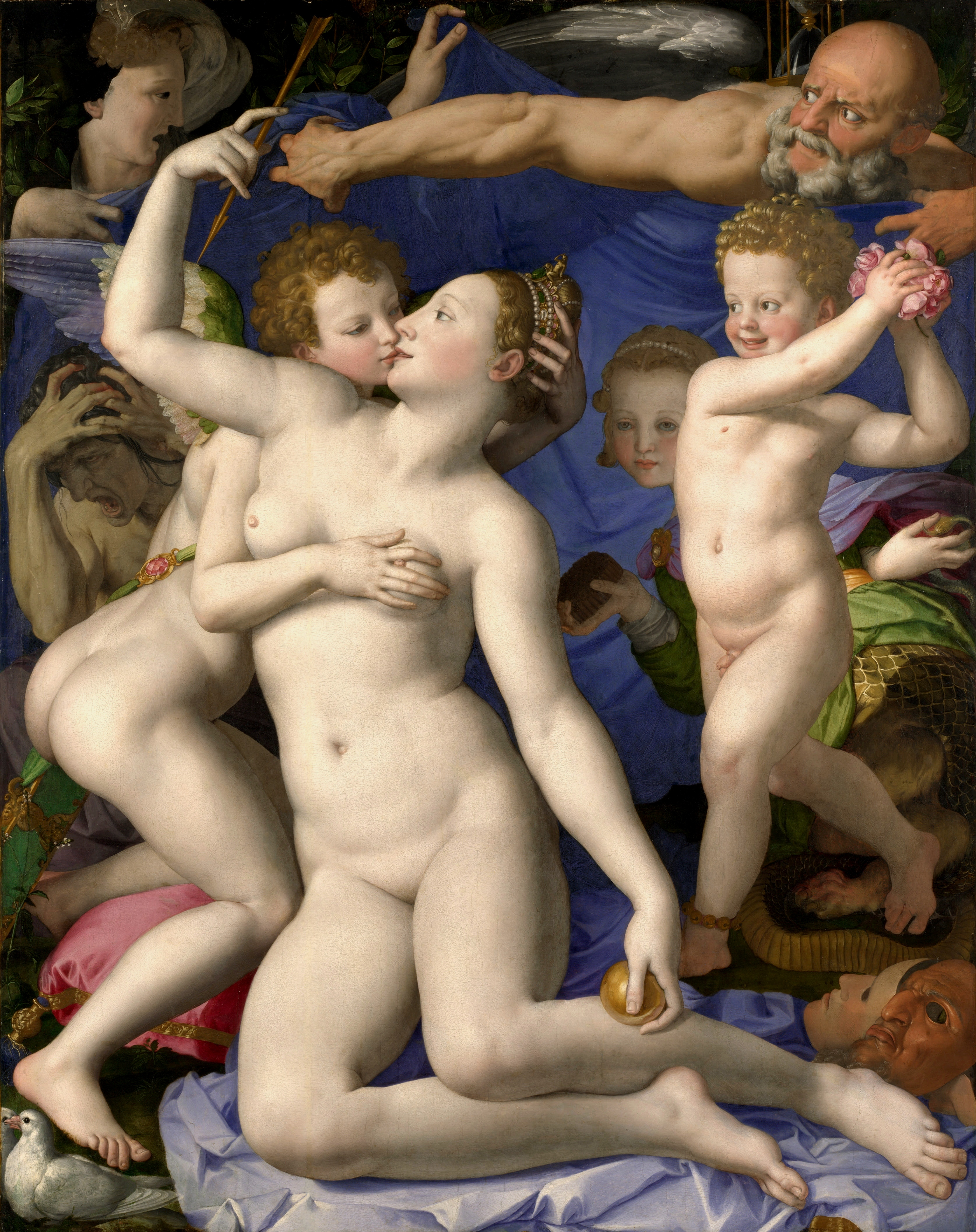
Agnolo Bronzino: Alegorie touhy (či Alegorie lásky)

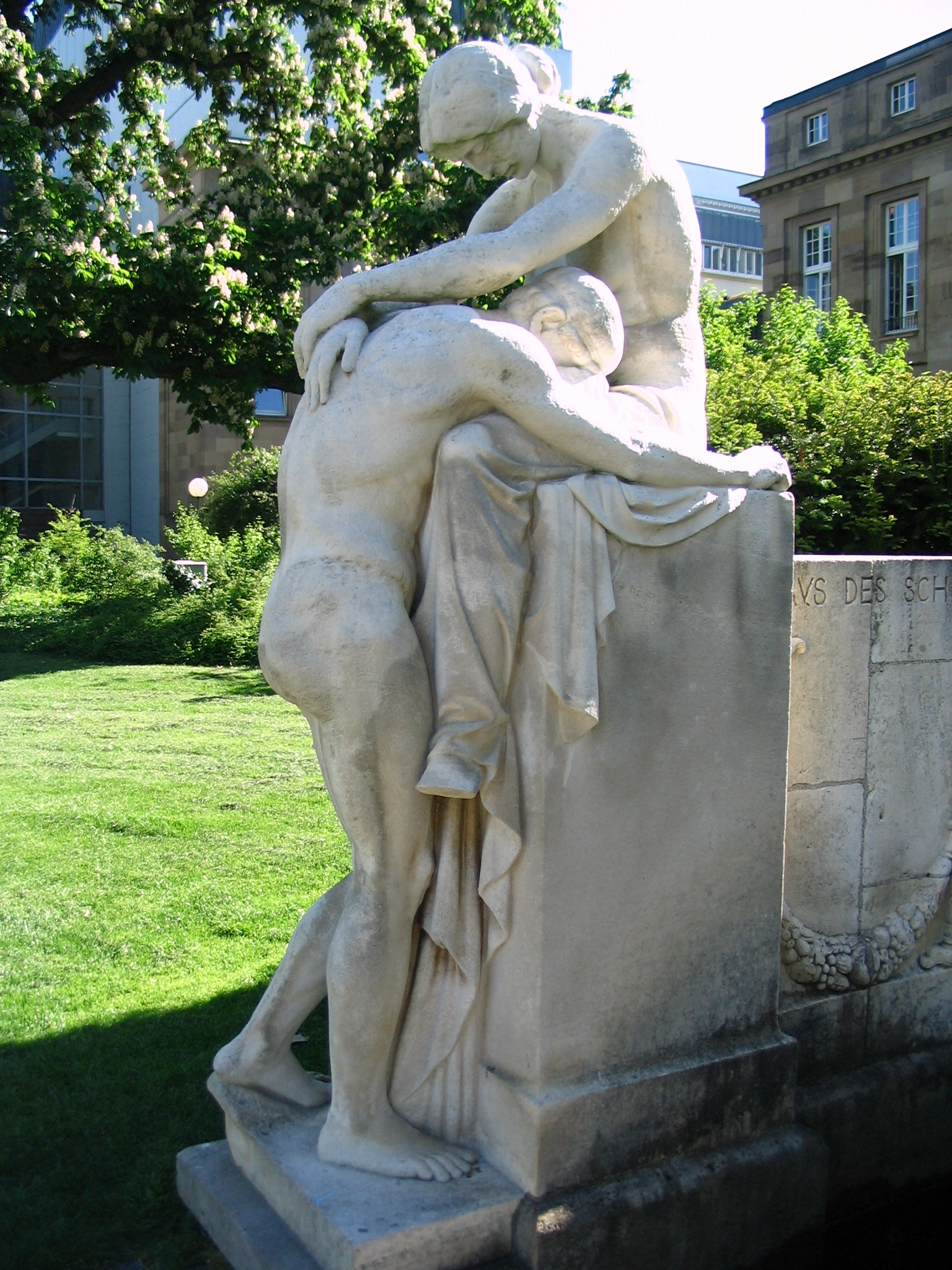
Alegorie lítosti v německém Stuttgartu

Alegorie (řec. ἀλληγορία – „říci jinak“), česky také jinotaj, je text nebo výtvarné dílo, jehož doslovné znění či zjevná podoba má vypovídat o něčem jiném, nezjevném. Je to tudíž dílo, jehož vlastní smysl je nezasvěceným skryt a k porozumění vyžaduje nějaký klíč. Alegorie se tím podobá symbolu a do jisté míry i podobenství, jenže její vlastní smysl v ní není výslovně vyjádřen. Příkladem alegorie může být Orwellův román Farma zvířat, který líčí poměry na farmě, sděluje však něco podstatného o totalitárním státě. Jednotlivá zvířata na farmě odpovídají různým rolím a funkcím v takovém státě a pro čtenáře, který tento odkaz nepochopil, nedává román valný smysl. Alegorie často používá personifikace a metafory.

## Alegorie v literatuře
Alegorie jako literární stylistický útvar označuje text, jehož doslovný, první význam není podstatný (a nemusí být ani smysluplný), ale který obsahuje význam druhý, hlubší a skrytý. Úkolem alegorie je většinou tento pravý význam skrýt tak, aby jej pochopili jen zasvěcení. 
Alegorie staví na principu dvou souběžných příběhů, textů. Jeden je vyprávěný (fiktivní), druhý je myšlený (reálný). Posluchač slyší fiktivní a jeho úkolem je dobrat se k myšlenému, reálnému smyslu. První přitom odkazuje na druhý v co nejvíce svých prvcích. Optimální čtenář či posluchač, který čte či poslouchá alegorii, od začátku ví, že se jedná o alegorii, a v průběhu textu „překládá“ vyprávěný příběh do skutečného, myšleného příběhu. Činí tak tím, že nalézá odpovídající prvky mezi jednotlivými příběhy, texty. Čím více je těchto styčných bodů, tím dokonalejší alegorii má posluchač před sebou. 

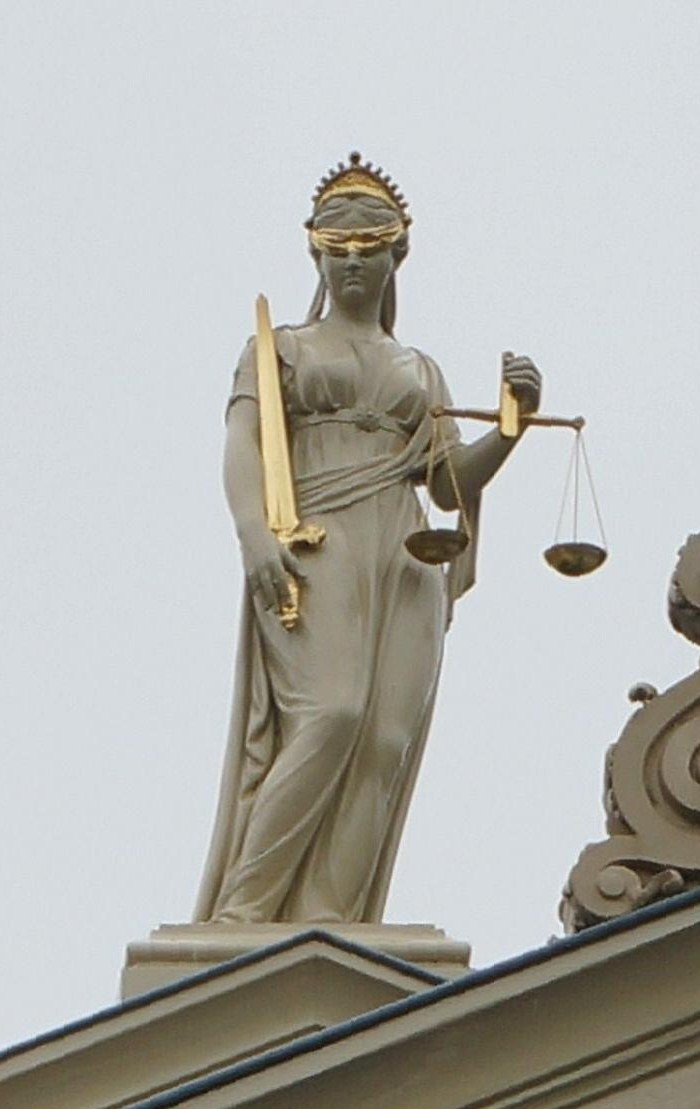
Justitia, alegorie spravedlnosti

Úkolem „vnějšího“, vyprávěného textu je pouze navést čtenáře na skutečný (zamaskovaný) smysl, nikoli působit jako skutečný, přesvědčivý příběh. Proto alegorie sama o sobě často není příliš věrohodná a bývá nereálná. Je možné například převyprávět dějiny nějakého města či národa ve formě alegorie (viz např. apokryfní Kniha Henoch, která obsahuje mnoho ukázkových alegorií), kde různé národy a země jsou „zamaskovány“ jednajícími zvířaty. Podobně mohou být použity nereálné prvky jako např. mluvící zvířata, zvířata s proměnlivým počtem očí, rohů apod. Podstatné je jen to, aby příběh poskytoval dostatečné klíče ke správné interpretaci. 
Od alegorie se liší např. podobenství, bajka nebo parabola, které sice často obsahují alegorické či alegorizující prvky, ale jejich smyslem není „převyprávět“ v maskovaných termínech jiný příběh, ale působit „realisticky“, smysluplně samy o sobě (v případě bajek je tato „realističnost“ míněna přeneseně). Mezi fiktivním a skutečným vyprávěním tedy není (na rozdíl od alegorie) mnoho styčných bodů, ale stěžejní je pointa. 
Od alegorie je třeba odlišit alegorizaci, tj. přepracování nealegorického příběhu do podoby alegorie, a alegorezi, tj. alegorický výklad nealegorického textu.

### Alegorie v biblických písmech
Alegorie je častým literárním stylem svatých spisů, především Nového zákona. Nový zákon uvádí několik alegorií v Janově evangeliu, jako jsou „Dobrý pastýř“ (Jan 10,1–18) a alegorie „O vinném kmenu“ (Jan 15,1–8). V Knize Mormonově je uvedena alegorie o ušlechtilém a divokém olivovníku. Tento text nalezneme v Jákobovi 5:2–77 a je připisován údajnému hebrejskému prorokovi Zenosovi. Bible ovšem žádneho proroka Zenose neuvádí.

## Alegorizace
Alegorizace je literární útvar, který přepisuje a přepracovává původně nealegorický text do alegorické podoby. Tak starověká filosofická alegorizace řeckého mýtu o Amorovi a Psýché dělá z textu alegorické vyprávění, kde jednotlivým prvkům odpovídají prvky skutečně míněné.

## Alegoreze
Alegoreze je alegorický způsob výkladu (interpretace) textu, který sám o sobě alegoricky míněn nebyl. Tak starověký židovský učenec Filón Alexandrijský vykládal příběhy Starého zákona jako alegorie filosofických pravd. 